# Маруся (село)
Маруся (укр. Маруся) — село в Городищенской сельской общине Луцкого района Волынской области Украины.
До 2020 года входило в Гороховский район.
Код КОАТУУ — 0720884605. Население по переписи 2024 года составляет 8 человек. Почтовый индекс — 45740. Телефонный код — 3379. Занимает площадь 2,38 км².